# Ștefan Odobleja, Mehedinți
Ștefan Odobleja (până în 2005, Valea Izvorului) este un sat în comuna Livezile din județul Mehedinți, Oltenia, România. În acest sat s-a născut, la 13 octombrie 1902, Ștefan Odobleja, precursor mondial al ciberneticii generalizate.